# 莫哈魮
莫哈魮（学名：Barbus mohasicus）為輻鰭魚綱鯉形目鯉科的其中一個種。該物種主要分布於非洲盧安達Mohasi湖與Kivu湖流域，其體長可達6.5公分。

## 扩展阅读
維基物種上的相關：莫哈魮